# 大石村 (福岡県)
大石村（おおいしむら）は、福岡県浮羽郡にあった村。現在のうきは市の一部。

## 地理
筑後川の左岸、隈上川の下流右岸に位置していた。

## 歴史

### 沿革
- 1889年（明治22年）4月1日 - 町村制の施行により、生葉郡高見村、古川村が合併して村制施行し、大石村が発足[1][2]。
- 1896年（明治29年）4月1日 - 郡の統合により浮羽郡に所属[1][3]。
- 1903年（明治36年）- 耕地整理実施[1]
- 1910年（明治43年）- 大石信用購買組合設立[1]
- 1914年（大正8年）- 筑豊製糸会社設立[1]
- 1951年（昭和26年）4月1日 - 浮羽郡御幸町に編入され、同町が浮羽町に改称して廃止された[1][2]。

### 地名の由来
『和名類聚抄』に記載の大石郷による。

## 交通

### 鉄道
- 1931年（昭和6年）- 久大本線 筑後吉井 - 筑後大石間開通。筑後大石駅開設[1]。